# دوان راکیات
دوان راکیات (معادل مالایی دیوان رعیت) مجلس سفلای پارلمان مالزی است که از نمایندگان برگزیدهٔ انتخابات‌ها از حوزه‌های انتخابیه فدرال ترسیم شده از سوی کمیسیون انتخابات تشکیل می‌شود.
همه طرح‌ها باید به تصویب هم دوان راکیات (مجلس نمایندگان) و دوان نگارا (مجلس سنا) برسند تا سپس برای توشیح ملوکانه برای یانگ دی‌پرتوان آگونگ فرستاده شوند. به هر روی اگر دوان نگارا طرحی را رد کند صرفاً می‌تواند تصویب آن را پیش از فرستاده شدن برای شاه حداکثر یک سال به تأخیر بیندازد. جلسات دوان راکیات در مجالس پارلمان مالزی در کوالا لامپور برگزار می‌شود.